# Pákozdvári-barlang
A Pákozdvári-barlang az egyik olyan mesterséges eredetű üreg, amely a Velencei-hegységben található. Az üregből régészeti leletek kerültek elő. Nem barlang, de néhányszor úgy lett ismertetve, hogy a Velencei-hegység egyetlen barlangja.

## Leírás
Sukorótól körülbelül két kilométernyire van a Meleg-hegy, amelyen a Pákozdvárat építették. A várrom délkeleti sáncának a külső oldalában, a piros sáv, valamint a belőle elágazó, piros négyzet jelzésű turistaút közelében található. Löszben van, vízszintesen helyezkedik el és kézzel, valószínűleg menedékhelynek alakították ki. Nagyon pusztul, mert löszben van és omlások találhatók benne, így a csak kúszva végezhető behatolás balesetveszélyes. A sötét üreg nem turisztikai látványosság.
Előfordul az üreg az irodalmában Barcaházi-barlang (Kocsis 1970), Báracházi-barlang (Holényi 1969), Báracházi barlang (Czeglényi 1951), Bárcaháza-barlang (Holényi 1958), Bárcaháza barlang (Horváth 1972), Bárcaházi-barlang (Kordos 1984), Bárcaházi barlang (Horn 1931), Pákozd-vári Báracházi-barlang (Bertalan, Schőnviszky 1976), Pákozdvári-földodu (Eszterhás 1994), Pákozdvári-földodú (Szenti, Eszterhás 2001), Pákozdvári földodú (Bertalan 1976) és Pákózdvári földodú (Kordos 1984) neveken is. A Csákvári-barlang egyik neve Báracházi-barlang, emiatt Pákozdvári-barlangnak lett elnevezve a pákozdi Báracházi-barlang. A nevek keveredését egy 1926-ban megjelent közlemény okozta.

## Kutatástörténet
1925-ben látott napvilágot az első nyomtatott hír az üreg létezéséről. A közleményt Marosi Arnold írta. A Magyar Turista Egyesület Székesfehérvári Osztályának 1925. április 29-én tartott választmányi ülésén beszámolt az ügyvezető alelnök a Meleg-hegy alatti Nympha-völgy bejáratánál található föld alatti folyosók feltárásáról. Az osztály 1925. augusztus 5-én tartott választmányi ülésén az elnök beszámolt a Csákvári-barlang feltárásáról. Az osztály 1925. szeptember 30-án tartott választmányi ülésén az elnök beszámolt a pákozdvári barlangok feltárásáról és az ott végzett ásatásokról, amelyeket Kadić Ottokár is megtekintett. Kadić Ottokár az osztályra bízta a további feltárást. A Turisták Lapja 1926. évi évfolyamában megjelent három közlemény a három választmányi ülésről.
A Turistaság és Alpinizmus 1931. évi évfolyamában publikált, Horn K. Lajos által írt közleményben figyelmeztetve lettek az olvasók, hogy a Velencei tó és környéke nevű 1:25.000 méretarányú térképen Bárcaházi barlang helyett Báracházát kell olvasni. Az 1951. évi Sport és Testnevelésben Czeglényi Kálmán azt publikálta, hogy az üreg bejáratát cserjés takarja el és a szűk nyíláson bebújva nem látott érdekeset. Egy keskeny és hosszú folyosóból, valamint több melléknyílásból áll. A földön rókanyomokat és néhány rókalyukat fedezett fel. Az 1956. évi Természetjárásban megjelent, Holényi László által írt ismertetés szerint a Velencei-hegységben egy nehezen megtalálható barlang érhető el az Angelika-forrástól D-i irányban haladva. A barlangtól 45 perc alatt lehet eljutni a Pákozdvárhoz.
Az 1958. évi Természetjárás júliusi számában lévő, Holényi László által írt publikációban az olvasható, hogy a Pákozdvár vastag löszrétegében van a hegység egyetlen barlangja. Több járatból áll a még nem feltárt és még nem felmért barlang, amelyet valószínűleg emberi kéz vájt. Az íráshoz mellékelve lett egy fénykép, amelyen az látható, hogy egy személy jelzést fest a Bárcaháza-barlang bejáratához. Az 1958. évi Természetjárás júliusi számában, Jávorka Pál közleményében meg van említve, hogy a Velencei-hegységben elhelyezkedő Pákozdvár ásatásával előkerült az ősember méhkas alakú, föld alatti néhány lakása, amelyek nem kapcsolódtak egymáshoz. Ekkor felfedeztek egy 130 cm átmérőjű, kör alakú üregbejáratot, amely bevezetett egy föld alatti, négyfülkés lakásba. Az 1960. évi Természetjárásban meg van említve, hogy a Velencei-hegység egyik ingókövénél ülve Miklós Lászlónak eszébe jutott az az ősember, aki odaát, szemben, a Pákozdvár földodúiban élt.
Az 1969-ben napvilágot látott, Velencei-tó, Velencei-hegység útikalauz című kiadványban az olvasható, hogy löszben van a Velencei-hegység egyetlen barlangja, a Báracházi-barlang, amely a Nagy-Pákozdvár oldalában helyezkedik el. Az üreget minden bizonnyal emberi kéz hozta létre. Valószínűleg menedékhelynek alakították ki a környéken élők a tatár és török dúlások idején vagy még korábban. Még ismeretlen a barlang története. Régen meg lett figyelve, hogy a barlang a barlangbejárat után 5 ágra válik szét. Napjainkban azonban csak hason csúszva lehet átjutni a bejáratán. A Pákozdvár sáncától 30–40 lépésre van egy vastag fa, amelynél megtalálható a pár lépésre lévő Báracházi-barlanghoz vezető ösvény. Az ismeretlen kialakulású barlangot csak gyakorlott turisták járhatják be elővigyázattal és alkalmas felszereléssel, mert szűk a bejárata.
Részletes kutatását 1970-ben Kocsis Antal végezte el. Kocsis Antal felmérése szerint az üreg főága körülbelül 16 méter hosszú és a három, már kúszva is nehezen járható mellékág hossza alig 20 méter. A járatok szélessége és magassága egy-két méter. A többi mellékág már nem járható. Kocsis Antal az általa mélyített próbagödörben, a bejárattól körülbelül 10 méterre a pákozdvári ásatásokéhoz hasonló, mázatlan cserepeket talált. Ezeknek a leleteknek alapján valószínűleg az üreg a bronzkori földvárral azonos korú, tehát nem a tatár és török dúlások idején, vagy még később, betyárbarlangként létesítették, mint azt régen hitték. Kocsis Antal másik megállapítása az, hogy a főág folytatása az alaprajz szerint metszi a felszínen lévő bronzkori sáncokat és a metszés helyén a sánc mélyen behorpadt. Ezekből a megfigyelésekből arra lehet következtetni, hogy az üreg, amely a hegy meredek, nehezen megközelíthető oldalán vezetett ki, esetleg a földvárnak menekülésre, átcsoportosításra használt védőberendezése lehetett.
1971-ben a Ferencvárosi Természetbarát Sportkör Barlangkutató Csoportjának tagjai Bertalan Károly kérésére átvizsgálták a Velencei-hegység délnyugati részét, hogy az üreget megtalálják. A Bertalan Károly által írt, 1976-ban befejezett kéziratban az olvasható, hogy a Velencei-hegységben, a Pákozdváron, Pákozdon helyezkedik el a Bárcaházi barlang, amelynek másik neve Pákozdvári földodú. Nem Báracházi barlang a neve. A Kis-Pákozdvár csúcsától DK-re kb. 200 m-re, kb. 220 m tengerszint feletti magasságban nyílik az üreg. Kb. 1,3 m átmérőjű bejárata a Pákozdvár vastag löszrétegében, út mellett található. A szűk bejárat után 5 felé ágazik és néhány helyen csak hajolva járható. Az ismertetés 1 irodalmi mű alapján lett írva.
A Bertalan Károly és Schőnviszky László által összeállított, 1976-ban megjelent Magyar barlangtani bibliográfia barlangnévmutatójában meg van említve a Velencei-hegységben lévő üreg Pákozd-vári Báracházi-barlang néven. A barlangnévmutatóban meg van említve 1 irodalmi mű, amely foglalkozik az üreggel. Az 1983-ban megjelent, A Velencei-tó és környékének turistatérképe című térképen látható a Pákozdvári-barlang földrajzi elhelyezkedése. A térképre a Bárcaházi-barlang név került.
Az 1984-ben napvilágot látott, Magyarország barlangjai című könyv országos barlanglistájában szerepel a Velencei-hegység barlangjai között az üreg Bárcaházi-barlang és Pákózdvári földodú névváltozatokkal. A listához kapcsolódóan látható a Magyarország barlangjainak földrajzi elhelyezkedését áttekintő térképen a barlang földrajzi elhelyezkedése. Az Eszterhás István által 1989-ben írt, Magyarország nemkarsztos barlangjainak listája című kéziratban a Bárcaházi-barlang, amely Pákozdon van, a nem karsztosodó kőzetekben található, barlangnak nevezett mesterséges üregek között szerepel. Az üreg 20 m hosszú, 1 m magas és befoglaló kőzete lösz. A listában meg van említve az a Magyarországon, nem karsztkőzetben kialakult, létrehozott 220 objektum (203 barlang és 17 mesterséges üreg), amelyek 1989. év végéig váltak ismertté. Magyarországon 1 barlangnak nevezett mesterséges üreg lett létrehozva löszben. Az összeállítás szerint Kordos László 1984-ben kiadott barlanglistájában fel van sorolva 119 olyan barlang is, amelyek nem karsztkőzetben jöttek létre.
Az Eszterhás István által 1993-ban írt, Magyarország nemkarsztos barlangjainak lajstroma című kéziratban szerepel a nem karsztosodó kőzetekben kialakult, barlangnak nevezett mesterséges üregek között a Báracházi-barlang. A 20 m hosszú és 1 m magas üreg Pákozdon található és lösz a befoglaló kőzete. Az összeállításban fel van sorolva az a Magyarországon, nem karsztkőzetben kialakult, létrehozott 520 objektum (478 barlang és 42 mesterséges üreg), amelyek 1993 végéig ismertté váltak. Magyarországon 2 barlang, illetve mesterségesen létrehozott, barlangnak nevezett üreg alakult ki, lett kialakítva löszben. A Velencei-hegységben 1 mesterséges üreg lett létrehozva nem karsztkőzetben.
1994-ben Eszterhás István és Gönczöl Imréné mérték fel az üreget, amely a felmérés alapján 56,8 m hosszú volt. Eszterhás István szerint ennél valószínűleg hosszabb, mert a mennyezetig feltöltődött mellékjárataiban a folytatás határozottan kirajzolódik. Az 1994-ben napvilágot látott, Lychnis című kiadványban az olvasható, hogy a Velencei-hegység barlangjai közül csak két barlangot említ meg röviden a barlangtani irodalom és ezek közül egyik a Bárcaházi-barlang. A Pákozdvár alatti mesterséges löszbarlang az egyik kőzettanilag is eltérő kisebb területen helyezkedik el. A hegység közepén lévő barlangcsoportban található a turisztikai irodalomban barlangként említett, mesterséges üreg, a Bárcaházi-barlang. A pákozdvári bronzkori földvár délkeleti falmaradványa alatt van, löszbe mélyítették, ismeretlen eredetű és célú nagyon feltöltődött alagútrendszer. Az elágazó üregrendszer 56,8 méter hosszú, de járhatatlanul szűkre feltöltődött mellékágai tovább folytatódnak. A bejárattól mért legmélyebb pontja 5,7 m mélyen van.
A 2001. november 12-én készült, Magyarország nemkarsztos barlangjainak irodalomjegyzéke című kézirat barlangnévmutatójában szerepel a Báracházi-barlang (Bárcaházi-barlang, Pákozdvári-barlang, Pákozdvári-földodú). A barlangnévmutatóban fel van sorolva 22 irodalmi mű, amelyek foglalkoznak az üreggel. Ezek közül három nem biztos, hogy az üreget említi. A 441., a 445., a 448., a 476. és az 518. sorszámú irodalom nem említi, a 440., a 442., a 447. és az 517. sorszámú említi, valamint a 475. sorszámú talán említi. A 2005-ben kiadott, Magyar hegyisport és turista enciklopédia című könyv szerint a Magyar Turista Egyesület Székesfehérvári Osztálya 1926-ban tárta fel a Meleg-hegy alatt lévő Nympha-völgy bejáratánál található föld alatti folyosókat és kutatott a Pákozdvári-barlangokban.

## További irodalom
- Földi Ervin szerk.: Magyarország földrajzinév-tára II. – Fejér megye. Budapest, 1979. 28. old.
- Holényi László: Gerecse, Vértes, Velencei-hegység útikalauz. Budapest, 1981. 286–287., 363–364. old.
- Kristóf Sándor szerk.: Hétvégi túrák hazánk legszebb tájain. Budapest, 1958. 175. old.
- Markos Béla: Bp. és tágabb környéke. Budapest, 1948. (Budapest környéke 1:200.000-es térképmelléklete). (A térképmellékleten jelölve van.)
- Marosi Arnold: Őskori földvár Pákozdon. Magyarság, 1925. (6. évf.) szeptember 2. 4. old.
- Temesrékási Mihály – Holényi László: Vértes – Velence. Útikalauz. Budapest, 1958. 110., 111., 138., 140., 141., 143., 145. oldalak és a XIII. fényképtábla